# Neufchâteau (Vosges)
Neufchâteau [nøʃɑto] ist eine französische Stadt mit 6813 Einwohnern (Stand: 1. Januar 2022) im Département Vosges in der Region Grand Est (bis 2015 Lothringen). Sie ist eine der beiden Unterpräfekturen des Départements und Verwaltungssitz des Gemeindeverbands Communauté de communes de l’Ouest Vosgien.
Sie entstand mit Wirkung vom 1. Januar 2025 als Commune nouvelle durch Zusammenlegung der bis dahin selbstständigen Gemeinden Neufchâteau und Rollainville, wobei letztere fortan den Status einer Commune déléguée besitzt. Der Verwaltungssitz befindet sich im Ortsteil Neufchâteau.

## Gemeindegliederung
| Ortsteil                      | Ehemaliger INSEE-Code | PLZ   | Fläche (km²) | Einwohnerzahl (2022) |
| ----------------------------- | --------------------- | ----- | ------------ | -------------------- |
| Neufchâteau (Verwaltungssitz) | 88321                 | 88300 | 23,81        | 6.507                |
| Rollainville                  | 88393                 | 88300 | 08,13        | 0306                 |

## Geografie
Neufchâteau liegt etwa 60 Kilometer westnordwestlich von Épinal in der historischen Landschaft Lothringen. Das Gemeindegebiet wird entwässert von der Maas, die es von Süd nach Nord durchquert, vom Mouzon, der im Zentrum von Neufchâteau in die Maas mündet und vom Flüsschen Frézelle, einem Zufluss des Vair, das das östliche Gemeindegebiet von Süd nach Nord durchquert. Das Zentrum befindet sich an der Maas auf einer Höhe von etwa 290 m. Das Bodenrelief ist gekennzeichnet durch die Lage der Täler von Maas, Mouzon und Frézelle mit jeweils beidseitigen Anstiegen zu Hochebenen mit Höhen von 410 m im äußersten Südosten und einer minimalen Höhe von 274 m beim Austritt der Maas aus dem Gemeindegebiet im Nordwesten.
Teile des Gebiets von Neufchâteau gehören zum 320 Hektar großen Natura 2000-Schutzgebiet „Milieux forestiers et prairies humides des vallées du Mouzon et de l’Anger“ (FR4100191; dt.: „Waldlandschaften und Feuchtwiesen der Täler von Mouzon und Anger“) und zu sieben ZNIEFF-Naturzonen.
Umgeben wird Neufchâteau von den zwölf Nachbargemeinden:
| Frebécourt                   | Coussey Soulosse-sous-Saint-Élophe          | Barville           |
| Mont-lès-Neufchâteau         | Kompassrose, die auf Nachbargemeinden zeigt | Vouxey             |
| Bazoilles-sur-Meuse Fréville | Certilleux Rebeuville Circourt-sur-Mouzon   | Rouvres-la-Chétive |

## Sehenswürdigkeiten
| Name                                                                             | Ort          | Bemerkungen                                                          | Bild |
| -------------------------------------------------------------------------------- | ------------ | -------------------------------------------------------------------- | ---- |
| Kirche Saint-Christophe                                                          | Neufchâteau  | 13.–14. Jahrhundert, als Monument historique klassifiziert           |      |
| Kirche Saint-Nicolas                                                             | Neufchâteau  | 12.–15. Jahrhundert, als Monument historique klassifiziert           |      |
| Kirche Sainte-Ursule                                                             | Neufchâteau  |                                                                      |      |
| Kirche Saint-Martin                                                              | Neufchâteau  |                                                                      |      |
| Kapelle Saint-Esprit und ehemaliges Hospital                                     | Neufchâteau  | 13. Jahrhundert                                                      |      |
| Hôtel de Houdreville, heutiges Rathaus (Hôtel de ville)                          | Neufchâteau  | 13.–15. Jahrhundert, in Teilen als Monument historique klassifiziert |      |
| Hôtel de Malte, ehemals Hospital Saint-Jean-de-Jerusalem, heutige Unterpräfektur | Neufchâteau  | 16. Jahrhundert, in Teilen als Monument historique eingeschrieben    |      |
| Ehemaliges Kloster der Congrégation Notre-Dame                                   | Neufchâteau  | 17. Jahrhundert, als Monument historique eingeschrieben              |      |
| Pfarrkirche Saint-Rémy                                                           | Rollainville | 12. Jahrhundert, als Monument historique klassifiziert               |      |
| Alte Brücke über die Frézelle                                                    | Rollainville | 17. und 18. Jahrhundert, als Monument historique klassifiziert       |      |
| Flurkreuz aus Stein                                                              | Rollainville | 16. Jahrhundert, als Monument historique klassifiziert               |      |

## Sport und Freizeit
- Der GR 714, ein 158 Kilometer langer Fernwanderweg von Bar-le-Duc (Département Meuse) nach Dombrot-le-Sec, führt auf einem kurzen Abschnitt im Südwesten an der Grenze zur Nachbargemeinde Bazoilles-sur-Meuse entlang.[4]

- Der GRP Tour de l’Ouest des Vosges ist ein 63,6 Kilometer langer Rundwanderweg von und nach Neufchâteau.[5]

## Bildung
Neufchâteau verfügt über
- eine öffentliche Vorschule (École maternelle),
- zwei öffentliche Vor- und Grundschulen (Écoles primaires),
- eine private Vor- und Grundschule „Jeanne d’Arc“,
- eine öffentliche Grundschule (École élémentaire),
- ein öffentliches Collège „Pierre et Marie Curie“,
- ein privates Collège „Jeanne d’Arc“,
- ein öffentliches Lycée für Berufe der Lebensraumkunst und des Möbelbaus (Lycée des metiers des arts de l’habitat et de l’ameublement) „Pierre et Marie Curie“,
- eine private Berufsoberschule (Lycée professionel) „Jeanne d’Arc“ und
- ein Zentrum zur Berufsorientierung (Centre d’information et d’orientation).[6]

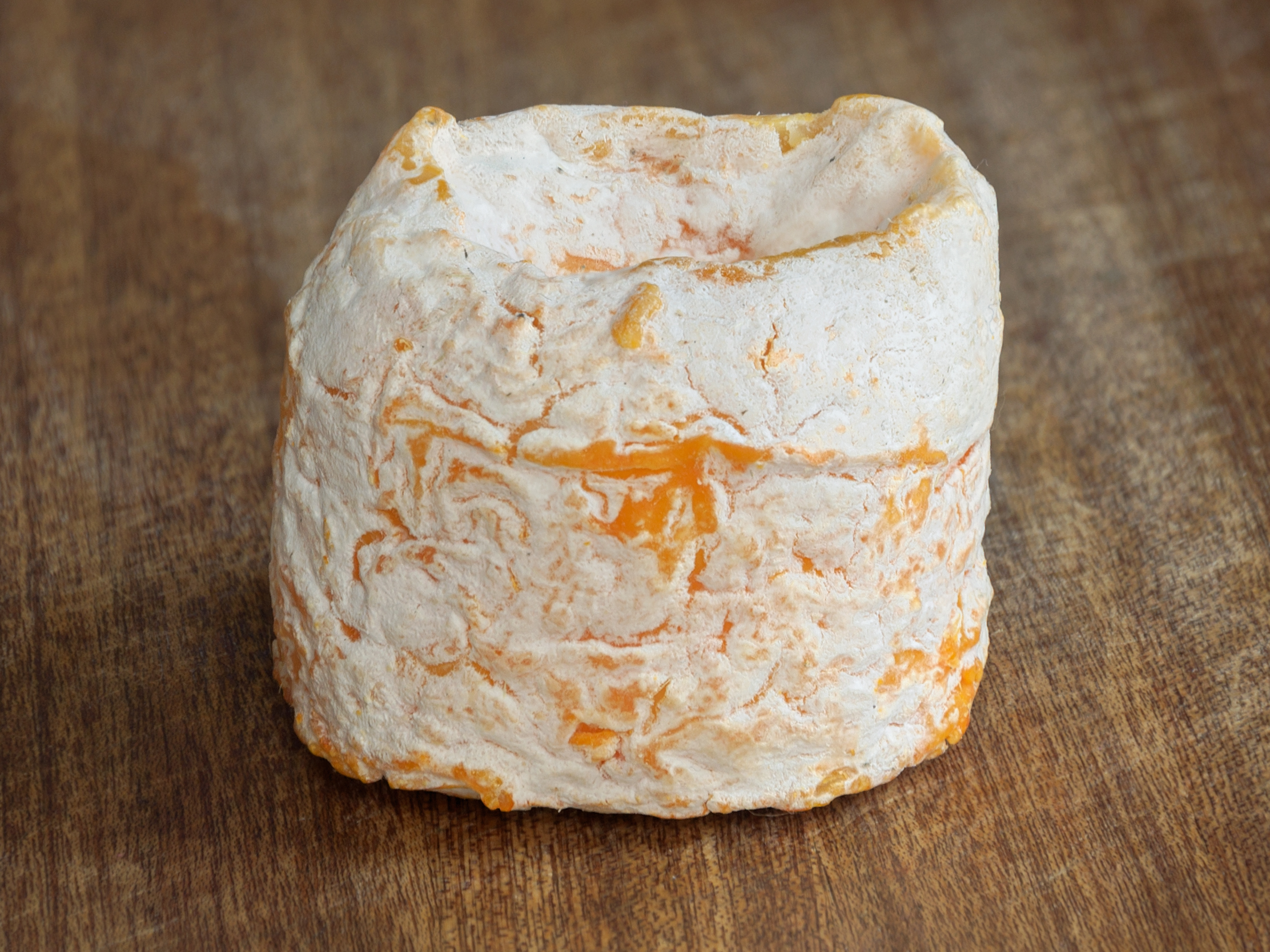
Ein Langres

## Wirtschaft
Neufchâteau liegt in den Zonen AOC
- der Mirabelle de Lorraine, eines Obstbrands aus Mirabellen und der Käsesorten
  - Munster, ein Weichkäse aus Kuhmilch mit Rotkultur und
  - Langres, ebenfalls ein Weichkäse aus Kuhmilch mit Rotkultur, aber mit Marc de Champagne gewaschen.[7]

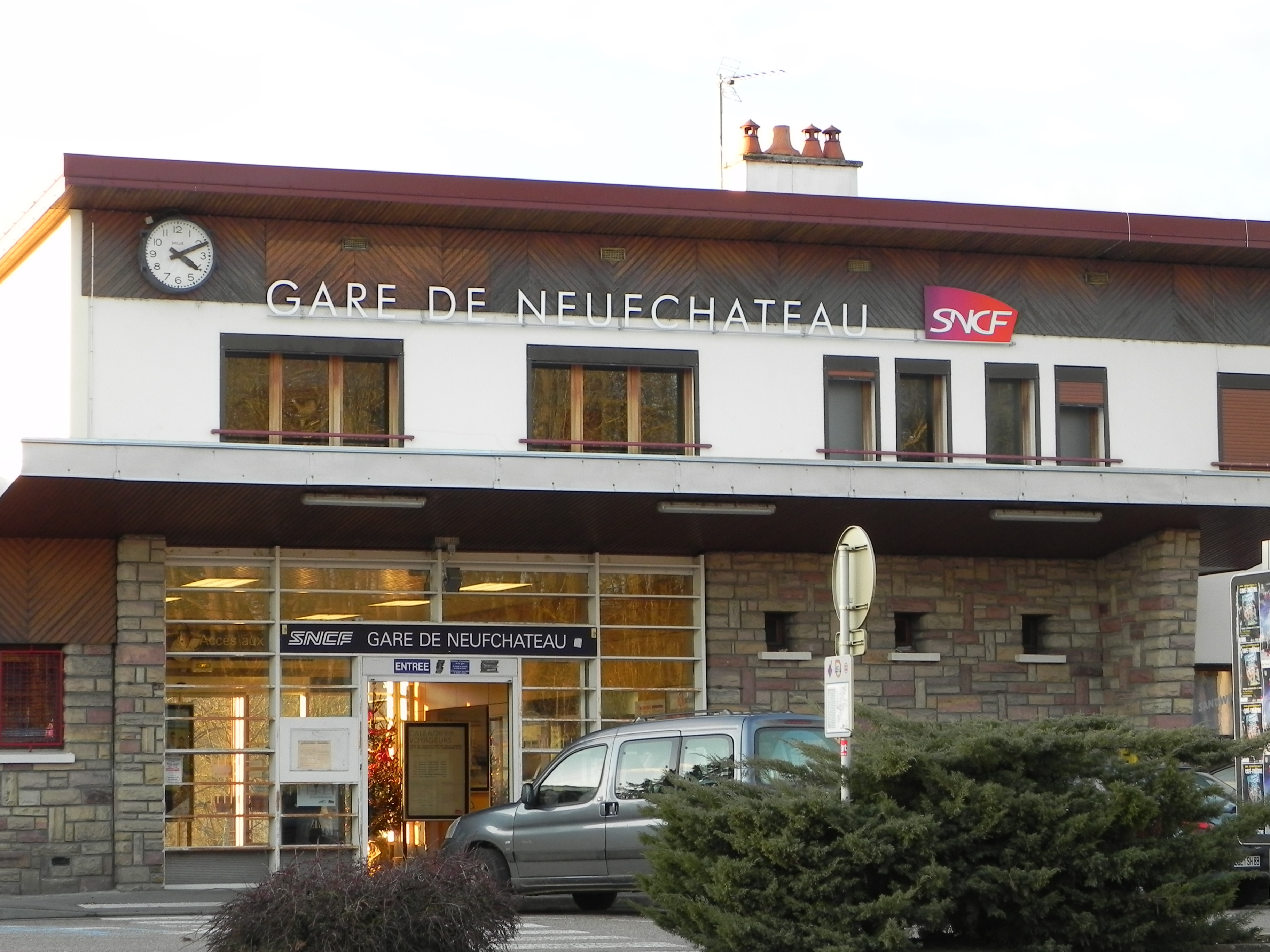
Bahnhof

## Verkehr
Neufchâteau liegt an der Kreuzung dreier ehemaliger Nationalstraßen:
- Die Departementsstraße D 164, die ehemalige Route nationale 64 von Villers-Semeuse (Département Ardennes) nach Lure (Département Haute-Saône), durchquert Neufchâteau von Nord nach Südost.
- Die Departementsstraße D 166, die ehemalige Route nationale 66 von Ligny-en-Barrois (Département Meuse) nach Mülhausen, durchquert Neufchâteau von Nord nach Ost.
- Die Departementsstraße D 74/D 674, die ehemalige Route nationale 74 von Hautefond (Département Saône-et-Loire) nach Saargemünd an der deutschen Grenze, durchquert Neufchâteau von Südwest nach Nordost.

Die Departementsstraße D 53 wird in nördlicher Richtung nach Frebécourt geführt, die D 1 in südlicher Richtung nach Pompierre, die D 71 in westlicher Richtung nach Mont-lès-Neufchâteau.
Busse zweier Linien des Transportunternehmens fluo der Region Grand Est verbinden Neufchâteau mit Épinal und Chaumont (Département Haute-Marne).
Am 14. August 1867 eröffnete die Compagnie des chemins de fer de l’Est (EST) den Abschnitt von Bologne nach Neufchâteau der Bahnstrecke Bologne–Pagny-sur-Meuse. Diese Strecke wurde 1873 nach Vaucouleurs verlängert. Im Jahr 1875 kam die Bahnstrecke Nançois-Tronville–Neufchâteau und 1878 die Bahnstrecke Neufchâteau–Épinal hinzu, wodurch der Bahnhof zum Eisenbahnknoten wurde. 1884 folgte schließlich der Abschnitt Merrey–Neufchâteau und 1889 jener von Neufchâteau nach Barisey-la-Côte der Bahnstrecke Culmont-Chalindrey–Toul.
Im Deutsch-Französischen Krieg wurde der Bahnhof stark zerstört, im Zweiten Weltkrieg das Empfangsgebäude 1944 von den deutschen Besatzern in Brand gesteckt. Das aktuelle Gebäude ersetzt seit 1957 ein Provisorium aus Holz. Von 2006 bis 2018 hielten in Neufchâteau TGV-Hochgeschwindigkeitszüge der Relation Metz–Nizza, aktuell wird der Bahnhof nur von Regionalzügen des TER Grand Est bedient, die von Neufchâteau nach Nancy und Dijon verkehren.

## Städtepartnerschaften
- Hamm, Deutschland (ursprünglich seit 1967 mit Herringen, 1975 von Hamm übernommen)
- Miranda do Corvo, Portugal, seit 1997
- Śmigiel, Polen, seit 2001